# Union des Polonais d'Allemagne
L'Union des Polonais en Allemagne (en polonais Związek Polaków w Niemczech ou ZPwN ; en allemand Bund der Polen in Deutschland e.V.) est une organisation non gouvernementale de la diaspora polonaise en Allemagne.

## Histoire
L'Union des Polonais en Allemagne a été fondée le 27 août 1922. Entre 1922 et 1939, ses organes centraux étaient basés à Berlin, avec des succursales à Bochum, Złotów, Olsztyn et Opole. En 1924, l'union a initié une collaboration avec d'autres minorités, notamment les Sorabes, les Danois, les Frisons et les Lituaniens, sous l'égide de l'Association des minorités nationales en Allemagne. Durant la Seconde Guerre mondiale, ses activités ont été interdites par les nazis. Le 27 février 1940, le Conseil des ministres du Troisième Reich a publié un décret interdisant l'organisation et confisquant tous ses biens. Ses militants les plus éminents ont été fusillés et quelque 1200 membres ont été emprisonnés dans les camps de concentration du Troisième Reich.
Après la guerre, l'organisation a été relancée en 1945 dans la Trizone (future Allemagne de l'Ouest). Le siège de l'organisation se trouvait à l'origine à Francfort-sur-le-Main, puis il a été déplacé à Bochum en 1956.

## Symbole

Le Rodło est le symbole de l'Union des Polonais en Allemagne.

Les dirigeants de l'Union ont jugé nécessaire d'inventer de nouveaux symboles afin d'éviter que les Polonais n'adhèrent aux nouveaux symboles « nationaux », tels que le salut nazi et la croix gammée. Cette réflexion conduisit à l'invention du symbole de l'Union, le « Rodło », une représentation stylisée de la Vistule. La raison de son adoption était que le symbole national polonais, l'aigle blanche, n'était pas autorisé par la loi prussienne. La croix gammée nazie a fourni une certaine inspiration pour le Rodło, conçu comme un défi à l'Allemagne nazie.
Le Rodło a été créé par la graphiste Janina Kłopocka, qui y voit « la Vistule, berceau du peuple polonais, et de la ville royale de Cracovie — le berceau de la culture polonaise ». L'emblème blanc a été placé sur un fond rouge pour souligner la solidarité avec la nation polonaise et son âme.